# کنوکتور
کنوکتور (به انگلیسی: Convector) واحد گرمادهی است که عمدتأاز راه جابجائی گرما می‌دهد. به بیان دیگر بیشتر گرما با جابجائی هوا در اطراف وروی یک سطح فلزی گرم تولید می‌شود. جابجائی هوا روی این سطح می‌توان ثقلی یا واداشته باشد. در نتیجه کنوکتورها به دو گروه ساده و دمنده دار تقسیم می‌شوند.
کنوکتورهای ساده و ایستاده ازهر دو نوع ساده و دمنده دار معمولأ در تاسیسات قدیمی گرمایش دیده می‌شوند. طراحی این نوع واحدها احتمالأ تحت تأثیر رادیاتورهای چدنی بوده‌است. بازدهی کنوکتورهای قرنیزی لوله‌ای پره دار به مراتب بالاتر از بقیه انواع کنوکتورهاست.
Btuh گرما دهی کنوکتور= EDR
عددBtu240 برای مقدار گرمای رادیاتورهای چدنی معمولی بر حسب بی تی یو بر فوت مربع سطح حرارتی در هر ساعت در شرایط معمولی است.
اتصالات مورد استفاده در کنوکتورهای دمنده دار مشابه اتصالاتی است که در یونیت هیترها به کار میرود.

## لوله کشی کنوکتور
اتصالات رفت به بالا ، پائین یا انتهای کلکتور کنوکتور نصب می‌شود. اتصالات برگشت به پائین یا
انتهای کلکتور در قسمت مقابل ورودی واحد وصل می‌شوند.
اتصالات لوله کشی کنوکتورهای ساده که با بخار کار می‌کنند بسیار شبیه به اتصالات رادیاتورهاست،با این تفاوت که اندازه لوله‌ها راباید برای عبور کندانس بیشتری تعیین کرد.روش معمولی برای تعیین ظرفیت کنوکتورها تبدیل آن‌ها به سطح معادل تابش مستقیم (بر حسب فوت مربع ) (EDR) است.